# Триморфное число
Триморфное число — натуральное число, десятичная запись куба которого оканчивается цифрами самого этого числа.
Например:
43 = 64,
243 = 13 824,
2493 = 15 438 249.
Последовательность триморфных чисел начинается с
1, 4, 5, 6, 9, 24, 25, 49, 51, 75, 76, 99, 125, 249, 251, 375, 376, 499, 501, 624, 625, 749, 751, 875, 999, … (последовательность A033819 в OEIS).

## Свойства
- Каждое автоморфное число является триморфным. Обратное в общем случае неверно. То есть, множество триморфных чисел строго включает в себя множество автоморфных чисел.
- Числа вида
{\displaystyle 10^{n}-1} (9, 99, 999, 9999, …),
{\displaystyle 5\cdot 10^{n}\pm 1} (49, 51, 499, 501, 4999, 5001, 49999, 50001, …) при {\displaystyle n\in \mathbb {N} } являются триморфными.